# 8ª Legione Cisalpina
L'8ª Legione Cisalpina fu un'unità militare della Repubblica Cisalpina, attiva tra il 1797 e all'inizio del 1799.
Il 4 agosto 1797 la Legione era formata su due battaglioni al comando di Paolo Sant'Andrea.
Il 29 aprile 1798 il Battaglione Trevigiano e il 1º e il 2º Battaglione Veneziano non furono più considerati distinti ma uniti nell'8ª Legione Provvisoria Cisalpina, al comando del Capo-legione Andrea Milossevich; il 3º Battaglione Veneziano fu sciolto e i suoi uomini incorporati nel 1º e nel 2º veneziano.
Il 4 giugno la legione era in Valtellina. Il 6 settembre i battaglioni erano divisi tra Morbegno, Delabio, Tirano, Tellio, Bornio, Sondrio, Chiavenna e Dumaso, e la legione aveva 819 uomini effettivi.
Il 29 novembre l'esercito cisalpino fu riorganizzato su tre Mezze-brigate, la seconda delle quali avrebbe dovuto includere la'8ª Legione Cisalpina (all'epoca forte di 961 uomini), insieme alla 3ª Legione Cisalpina e alla 5ª Legione Cisalpina; il 16 dicembre, in applicazione di una legge del 30 novembre, fu istituita la 3ª Mezza Brigata di linea, che includeva oltre all'8ª anche la 6ª Legione Cisalpina. La 3ª Mezza Brigata di linea è formata il 19 gennaio 1799, e in questa occasione si estingue l'8ª Legione Cisalpina.